# Dimetilacetamida
Dimetilacetamida é o composto orgânico com a fórmula CH3C(O)N(CH3)2. Este líquido incolor, miscível com água, com alto ponto de ebulição é comumente usado como um solvente polar em química orgânica. DMAc é miscível com a maioria dos outros solventes, embora seja pobremente solúvel em hidrocarbonetos alifáticos.